# Paralaje estelar

Desplazamiento del paralaje estelar producto de paralaje anual.

El paralaje estelar es la base del pársec, que es la distancia desde el Sol hasta un objeto astronómico que posee un ángulo de paralaje de un segundo de arco. (Unidad Astronómica (AU) y Pársec (pc) no están a escala: 1 pc = ~206265 AU

En el ámbito de la astronomía se denomina paralaje estelar al efecto de paralaje en las estrellas distantes. El paralaje en una escala interestelar, y puede ser utilizado para determinar la distancia desde la Tierra a otra estrella en forma directa utilizando astrometría de precisión. Este tema fue durante siglos un tema sumamente debatido en la astronomía, pero era tan difícil de establecer que solo a comienzos del siglo XIX pudo lograrse medir para las estrellas más próximas. Aún en el siglo XXI, las estrellas para las que se han podido realizar mediciones de paralaje son aquellas que se encuentran relativamente cercanas en la escala galáctica, y la mayoría de las mediciones de distancia se realizan utilizando corrimiento al rojo u otros métodos. 
El paralaje es por lo general producto de las diferentes posiciones que ocupa la Tierra en su órbita, que hace que las estrellas próximas parezcan que se desplazan con respecto a las estrellas más distantes. Al observar el paralaje, midiendo ángulos y utilizando elementos de geometría, se puede determinar la distancia a distintos objetos en el espacio, como estrellas y planetas. 
A causa de que las otras estrellas se encuentran muy distantes, el ángulo a medir es pequeño y se puede utilizar la aproximación paraxial, por lo que la distancia a un objeto (medida en parsecs) es la recíproca del paralaje (medido en segundos sexagesimales): {\displaystyle d(\mathrm {pc} )=1/p(\mathrm {arcsec} ).} Por ejemplo, la distancia a Próxima Centauri es 1/0,7687=1,294pc (~4,22 AL, o años luz).
La primera medición con éxito de un paralaje estelar la realizó Friedrich Bessel en 1838 sobre la estrella 61 Cygni utilizando un heliómetro de Fraunhofer en el Observatorio de Königsberg.

## Teoría primitiva y primeros intentos
Debido a que era complicado hacer un paralaje estelar, no fue hasta el siglo XIX cuando se utilizó como argumento científico contra el heliocentrismo. De la geometría euclídea se deduce que el efecto sería indetectable si las estrellas estuviesen lo suficientemente lejos, pero por diversos motivos esas distancias tan gigantescas parecían inverosímiles: por ejemplo, una de las principales objeciones de Tycho al heliocentrismo copernicano era que para ser compatible con la ausencia de paralaje estelar observable, debería existir un gigantesco y sumamente improbable vacío entre la órbita de Saturno y la octava esfera (la de las estrellas fijas).
James Bradley intentó por primera vez medir paralajes estelares en 1729. El movimiento estelar resultó ser demasiado insignificante para su telescopio, pero en su lugar descubrió la aberración de la luz, el movimiento de nutación del eje terrestre y catalogó 3222 estrellas.,

## SiglosXIXyXX

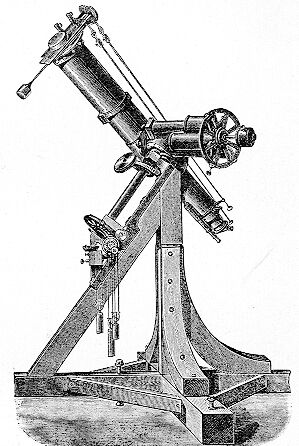
Heliómetro de Bessel

El paralaje estelar se suele medir utilizando el paralaje anual, definida esta como la variación en la posición de una estrella vista desde la Tierra y el Sol, es decir, el ángulo subtendido a una estrella desde el radio medio de la órbita de la Tierra alrededor del Sol. El parsec, o pársec, (3.2616 años luz) se define entonces como la distancia para la que el paralaje anual es de un segundo sexagesimal. El paralaje anual se mide normalmente observando la posición de una estrella en diferentes momentos del año a medida que la Tierra se mueve en su órbita. La medición del paralaje anual fue el primer método fiable para medir la distancia a las estrellas más cercanas. La primera medición con éxito de un paralaje estelar la realizó Friedrich Bessel para la estrella Cygni 61 usando un heliómetro.
Dado que es tan difícil de medir, solo se había logrado unas 60 paralajes estelares a finales del siglo XIX, la mayoría utilizando un micrómetro astronómico. Los astrógrafos lograron acelerar el proceso mediante la utilización de placas fotográficas astronómicas a principios del siglo XX. La llegada de máquinas de medición de placas automáticas y de tecnología informática más sofisticada en la década de 1960 permitió una recopilación más eficiente de catálogos de estrellas. En la década de 1980, los dispositivos de carga acoplada (CCDs) substituyeron a las placas fotográficas y lograron reducir el margen de error hasta un miliarcosegundo.  
El paralaje estelar se mantiene como el medio para calibrar otros métodos de medición de la Escalera de distancias cósmicas. El cálculo preciso de la distancia basándose en el paralaje estelar requiere la medición de la distancia entre la Tierra y el Sol, que ahora se obtiene con el reflejo del radar que devuelven la superficie de los planetas.
Los ángulos que implican estos cálculos son muy pequeños y por ello difíciles de medir. La estrella más cercana al Sol (y por lo tanto la de mayor paralaje) es Próxima Centauri, y tiene un paralaje de 0,7687 ± 0,0003 segundos sexagesimales. Este ángulo sería aproximadamente el que subtendería un objeto de 2 centímetros de diámetro situado a 5.3 kilómetros de distancia.

## Paralaje con astrometría espacial
En 1989 se lanzó el satélite Hipparcos, para obtener el paralaje y el movimiento propio de las estrellas cercanas, lo que incrementó diez veces el alcance del método. Pero aun así, Hipparcos tan solo es capaz de medir ángulos de paralaje hasta una distancia de 1600 años luz, esto es, poco más del 1 por ciento del tamaño de la Vía Láctea. La misión Gaia de la Agencia Espacial Europea, cuyo lanzamiento está previsto para 2012 y se alineará en 2013, tendrá capacidad para medir ángulos de paralaje de hasta 10 microarcosegundos y de esta manera realizar mapas de estrellas próximas (y de potenciales planetas) a distancias de decenas de miles de años luz de la Tierra.

## Otros puntos de referencia
El movimiento del Sol por el espacio proporciona una base de referencia más amplia que aumentará la exactitud de las mediciones de paralaje, conocida como paralaje secular. Para estrellas del disco de la Vía Láctea, esto se corresponde a una base media de 4 ua por año, mientras que para estrellas del halo la base ha de ser de 40 ua por año. Tras varias décadas la base, puede ser de magnitudes mucho mayores que la base Tierra-Sol, usada para el paralaje tradicional. Sin embargo el paralaje secular introduce un mayor grado de incertidumbre, porque la velocidad relativa de las otras estrellas es un dato desconocido adicional. Cuando se aplica a muestras de múltiples estrellas, la incertidumbre se puede reducir; la precisión, es inversamente proporcional a la raíz cuadrada del tamaño del campo de muestra.

## Otros paralajes en astronomía
Otros usos del término «paralaje» en astronomía, con diferentes significados son el método de paralaje fotométrico, el paralaje espectroscópico y el paralaje dinámico.